# Enallopsammia
Enallopsammia Sismonda, 1871 è un genere della famiglia Dendrophylliidae.

## Tassonomia
Comprende le seguenti specie:
- Enallopsammia profunda (Pourtalès, 1868)
- Enallopsammia pusilla (Alcock, 1902)
- Enallopsammia rostrata (Pourtalès, 1878)